# Anwar al Farkadain
Anwar al Farkadain (eta Ursae Minoris) is type F hoofdreeksster in het sterrenbeeld Kleine Beer (Ursa Minor). De ster is wat helderder dan op grond van op grond van de temperatuur mag worden verwacht en is waarschijnlijk op weg zich tot een subreus te ontwikkelen.